# Inspector Lavardin
Inspector Lavardin (en francés, Inspecteur Lavardin) es una película de intriga francesa de 1986 dirigida por Claude Chabrol, y que es la secuela de la película del propio director Pollo al vinagre de 1985.

## Argumento
Un cuerpo desnudo, con la palabra «Cerdo» escrita en rojo en la nalga, es encontrado en una playa de Bretaña. Se trata del notable Raoul Mons, escritor católico que acaba de prohibir una obra teatral blasfema. Hélène es la viuda por segunda vez ya que su primer marido desapareció también en el mar y fue un amor de juventud del inspector Lavardin encargado de la investigación.

## Reparto
| Actor                     | Personaje                  |
| ------------------------- | -------------------------- |
| Jean Poiret               | Inspector Jean Lavardin    |
| Jean-Claude Brialy        | Claude Alvarez             |
| Bernadette Lafont         | Hélène Alvarez, viuda Mons |
| Jean-Luc Bideau           | Max Charnet                |
| Jacques Dacqmine          | Raoul Mons                 |
| Hermine Clair             | Véronique Manguin          |
| Pierre-François Dumeniaud | Marcel Vigouroux           |
| Florent Gibassier         | Francis                    |
| Guy Louret                | Buci                       |
| Jean Depussé              | Volga                      |
| Marc Adam                 | Adam                       |

## Acogida de la crítica
From Caryn James of The New York Times:

En la larga y saludable carrera de Claude Chabrol, desde su clásico de la Nueva Ola  Les Cousins  hasta su suntuoso  Madame Bovary, Inspector Lavardin es una bagatela. Pero esta alegre película de detectives muestra que los entretenimientos insignificantes no tienen por qué ser un truco. Esta película astuta tiene un atractivo de primer nivel y juega con algunos estereotipos apreciados sobre los franceses: es despreocupada, elegante, llena de encanto sin esfuerzo... No hay nada cohibido en este uso ingeniosamente sofisticado pero sencillo del detective género. Quizás por eso, cuando se revela al asesino, el episodio es demasiado hitchcockiano para su propio bien. Se necesitaría mucha más ironía u homenaje para lograrlo..

From Fred Camper of The Chicago Reader:

También hay algunas imágenes maravillosamente características: la viuda aparece por primera vez detrás de un vidrio, su rostro se vuelve a la vez más vívido y más distante, y una toma cenital de la escena del crimen muestra la geografía mientras nos aleja de los personajes, pero esos momentos también lo son pocos, y a menudo Chabrol parece estar haciendo los movimientos.